# Висока Лельовська
Висока Лельовська (пол. Wysoka Lelowska) — село в Польщі, у гміні Жарки Мишковського повіту Сілезького воєводства.
Населення — 620 осіб (2011).
У 1975-1998 роках село належало до Ченстоховського воєводства.

## Демографія
Демографічна структура станом на 31 березня 2011 року:
|          | Загалом | Допрацездатний вік | Працездатний вік | Постпрацездатний вік |
| -------- | ------- | ------------------ | ---------------- | -------------------- |
| Чоловіки | 305     | 59                 | 210              | 36                   |
| Жінки    | 315     | 62                 | 171              | 82                   |
| Разом    | 620     | 121                | 381              | 118                  |